# Danîlivka, Berezivka
Danîlivka (în ucraineană Данилівка) este un sat în comunei Rozkvit din raionul Berezivka, regiunea Odesa, Ucraina.

## Demografie
Componența lingvistică a localității Danîlivka
     Ucraineană (96,15%)
     Română (2,69%)
     Rusă (1,15%)
Conform recensământului din 2001, majoritatea populației localității Danîlivka era vorbitoare de ucraineană (96,15%), existând în minoritate și vorbitori de română (2,69%) și rusă (1,15%).